# Самійло Кішка (дума)
«Дума про Самійла Кішку» — українська дума для бандури.

## Сюжет
Ця дума про перебування козаків у турецькій неволі. Самійла Кішку змальовано запорізьким гетьманом, який разом із козаками 25 років знаходився у неволі. Протилежний йому персонаж Лях Бутурлак — зрадник і людина слабкої вдачі. Він не витримує знущань і страждань і стає ключником на галері, і вірним слугою турецького паші, який командує цією галерою. 
Лях Бутурлак підмовляє Самійла Кішку до зради, але гетьман відкидає цю пропозицію, а натомість при зручній нагоді разом із козаками знищує сторожу, захоплює галеру і повертається на рідну землю. У думі протиставлено образ справжнього героя, вірного Батьківщині, слабкодухому зраднику.

## Історія записів

### Виконавці
- Іван Кравченко-Крюковський,
- Николенко.

## Музика
1910 року Філарет Колесса розшифрував мелодію цієї думи від Івана Скубія і надрукував її 1913 року.